# Illice ditrigona
Illice ditrigona is een beervlinder uit de familie van de spinneruilen (Erebidae). De wetenschappelijke naam van de soort is voor het eerst geldig gepubliceerd in 1899 door Schaus.